# Catherine Siachoque
Catherine Siachoque (Bogotá, Kolumbia 1972. január 21. –) kolumbiai színésznő.

## Élete és pályafutása
1972. január 21-én született Bogotában, Felix Siachoque és Blanca Gaete gyermekeként.
Karrierjét balerinaként kezdte. Televíziós pályafutása 1995-ben a Sobrevivir című sorozattal kezdődött. 2001-ben szerződött a Telemundóhoz, ahol A sivatag szerelmesei című telenovellában kapott szerepet. Leginkább olyan negatív szerepeiről ismert, mint Grazzia A bosszú, Marcia a Második esély, vagy Inés a Bűnös szerelem című sorozatokban.

## Magánélete
1997-ben a Las juanas című telenovella forgatása alatt ismerkedett meg Miguel Varoni színész-rendezővel. 1999. július 4-én  összeházasodtak, közös gyermekük nem született.

## Filmográfia

### Televízió
| Év         | Eredeti Cím               | Cím                                          | Szerep                                       | Magyar hang                                                  |
| ---------- | ------------------------- | -------------------------------------------- | -------------------------------------------- | ------------------------------------------------------------ |
| 1995       | Sobrevivir                |                                              | Perla                                        |                                                              |
| 1995–1996  | La Sombra del Deseo       |                                              | Lorena                                       |                                                              |
| 1997       | Las Juanas                |                                              | Juana Caridad Salguero                       |                                                              |
| 1998       | La Sombra del arco iris   |                                              | Silvia Stella Graniani                       |                                                              |
| 1998–1999  | Tan Cerca y Tan Lejos     |                                              | Laura                                        |                                                              |
| 1999–2000  | La Guerra de las Rosas    |                                              | Rosa Emilia Carrillo                         |                                                              |
| 2001       | Amantes del Desierto      | A sivatag szerelmesei                        | Micaela Fernández                            | F. Nagy Erika                                                |
| 2002–2003  | La Venganza               | A bosszú                                     | Grazzia Fontana                              | Farkasinszky Edit                                            |
| 2004–2005  | Te Voy a Enseñar a Querer |                                              | Déborah Buenrostro                           |                                                              |
| 2005–2006  | Decisiones                |                                              | Gabriela Valencia / Mariana Valencia         |                                                              |
| 2005–2006  | Decisiones                | Alma                                         |                                              |                                                              |
| 2006       | Tierra de Pasiones        | Második esély                                | Marcia Hernández                             | Farkasinszky Edit (RTL Klub) Kökényessy Ági (Zone Romantica) |
| 2007–2008  | Pecados Ajenos            | Bűnös szerelem                               | Inés Vallejo                                 | Böhm Anita                                                   |
| 2008–2009  | Sin Senos no hay Paraíso  | Csajok, szilikon, ez lesz a Paradicsom!      | Hilda Santana                                | Farkasinszky Edit                                            |
| 2010       | ¿Dónde Está Elisa?        | Elisa nyomában                               | Cecilia Altamira                             | Farkasinszky Edit                                            |
| 2011–2012  | La Casa de al Lado        | Zárt ajtók mögött                            | Ignacia Conde Spencer                        | Farkasinszky Edit                                            |
| 2014       | Reina de Corazones        | Emlékezz, Reina!                             | Estefanía Pérez Hidalgo 'Reina de Diamantes' | Farkasinszky Edit                                            |
| 2016–2018  | Sin Senos si hay Paraíso  | Csajok, szilikon – Nem ettől lesz Paradicsom | Hilda Santana                                | Farkasinszky Edit                                            |
| 2017       | La fan                    | A rajongó                                    | Isabel                                       | Farkasinszky Edit                                            |
| 2019       | El final del paraíso      |                                              | Hilda Santana                                |                                                              |
| 2022       | Dark Desire               |                                              | Lys Antoine                                  |                                                              |
| 2022       | Mujeres asesinas          |                                              | Blanca                                       |                                                              |
| 2024       | Consuelo                  |                                              | Olga                                         |                                                              |
| 2024       | La mujer de mi vida       |                                              | Marcela Giménez Mello                        |                                                              |
| 2024–jelen | Secretos de villanas      |                                              | Önmaga                                       |                                                              |
| 2025       | Amanecer                  |                                              | Amapola                                      |                                                              |

## Fordítás
- Ez a szócikk részben vagy egészben  a   Catherine Siachoque című spanyol Wikipédia-szócikk fordításán alapul.  Az eredeti cikk szerkesztőit annak laptörténete sorolja fel. Ez a jelzés csupán a megfogalmazás eredetét és a szerzői jogokat jelzi, nem szolgál a cikkben szereplő információk forrásmegjelöléseként.